# RR Centauri
RR Centauri é uma estrela variável na constelação de Centaurus. Uma binária eclipsante, sua magnitude aparente visual tem um máximo de 7,27, diminuindo para 7,68 durante o eclipse do componente primário e 7,63 durante o eclipse do componente secundário. De acordo com dados de paralaxe, do terceiro lançamento do catálogo Gaia, está a uma distância de aproximadamente 349 anos-luz (107 parsecs) da Terra.
RR Centauri é uma binária de contato do tipo W Ursae Majoris, formada por duas estrelas de classe F de temperatura similar (6912 e 6891 K) que têm um tipo espectral conjunto de F0V. O componente primário tem uma massa de 1,82 vezes a massa solar, raio de 2,10 vezes o raio solar e está brilhando com 8,89 vezes a luminosidade solar. O secundário tem apenas 38% da massa solar, um raio de 1,05 raios solar e luminosidade 2,2 vezes superior à solar. Como as duas estrelas estão em contato, existe considerável transferência de massa da estrela secundária para a primária. Estima-se que inicialmente o componente secundário era o mais massivo, com 2,21 vezes a massa solar, enquanto o primário tinha uma massa inicial de 1,5 vezes a solar.
A órbita do sistema, presumivelmente circular, tem um período de 0,60569 dias, semieixo maior de 3,92 raios solares (0,018 UA) e está inclinada em 81° em relação ao plano do céu. O período orbital do sistema parece apresentar uma oscilação cíclica de 0,0124 ± 0,0007 dias ao longo de um período de 65,1 ± 0,4 anos, o que pode ser evidência da existência de um terceiro objeto no sistema. Além dessa variação, ele está parece estar aumentando à taxa de 1,21×10−7 dias/ano, o que é atribuído à transferência de massa entre as estrelas.